# Ґазеран (Фараган)
Ґазеран (перс. گازران) — село в Ірані, у дегестані Фармагін, в Центральному бахші, шагрестані Фараган остану Марказі. За даними перепису 2006 року, його населення становило 209 осіб, що проживали у складі 52 сімей.

## Клімат
Середня річна температура становить 12,38°C, середня максимальна – 32,00°C, а середня мінімальна – -11,48°C. Середня річна кількість опадів – 266 мм.
| Клімат поселення                              | Клімат поселення | Клімат поселення | Клімат поселення | Клімат поселення | Клімат поселення | Клімат поселення | Клімат поселення | Клімат поселення | Клімат поселення | Клімат поселення | Клімат поселення | Клімат поселення | Клімат поселення |
| Показник                                      | Січ.             | Лют.             | Бер.             | Квіт.            | Трав.            | Черв.            | Лип.             | Серп.            | Вер.             | Жовт.            | Лист.            | Груд.            |                  |
| Середній максимум, °C                         | 7,45             | 10,20            | 15,48            | 20,89            | 24,81            | 31,79            | 32,00            | 30,92            | 26,62            | 21,15            | 14,48            | 8,31             |                  |
| Середня температура, °C                       | −2,02            | 0,72             | 6,01             | 11,41            | 15,32            | 22,33            | 25,54            | 24,46            | 20,18            | 14,69            | 8,04             | 1,86             |                  |
| Середній мінімум, °C                          | −11,48           | −8,74            | −3,45            | 1,96             | 5,86             | 12,86            | 19,10            | 18,01            | 13,72            | 8,24             | 1,59             | −4,58            |                  |
| Норма опадів, мм                              | 38               | 35               | 47               | 36               | 31               | 5                | 1                | 1                | 0                | 10               | 24               | 38               |                  |
| Середньомісячна швидкість вітру, м/с          | 1.91             | 2.00             | 2.96             | 3.20             | 2.69             | 2.50             | 2.50             | 2.40             | 2.30             | 2.16             | 1.86             | 1.52             |                  |
| Середньомісячна сонячна радіація, кДж/м²·день | 8983             | 12300            | 14719            | 18158            | 22221            | 26809            | 25914            | 23953            | 20792            | 15354            | 10862            | 8832             |                  |
| --------------------------------------------- | ---------------- | ---------------- | ---------------- | ---------------- | ---------------- | ---------------- | ---------------- | ---------------- | ---------------- | ---------------- | ---------------- | ---------------- | ---------------- |
| Джерело:                                      |                  |                  |                  |                  |                  |                  |                  |                  |                  |                  |                  |                  |                  |